# Juto Nagatomo
Juto Nagatomo (japonsko 長友 佑都), japonski nogometaš, * 12. september 1986, Ehime, Japonska.
Za japonsko reprezentanco je odigral 142 uradnih tekem in dosegel 4 gole.